# サルバドル/遥かなる日々
『サルバドル/遥かなる日々』（さるばどる はるかなるひび、原題: Salvador）は、1986年制作のアメリカ合衆国の映画。オリバー・ストーン監督。米国人フォト・ジャーナリストのリチャード・ボイルが、エルサルバドル内戦を取材した際の自らの実体験を描いた小説の映画化。

## あらすじ
1980年、ジャーナリストのリチャード・ボイルはアメリカのアパートで暮らしていたが、家賃の催促に追われる日々に嫌気が差した妻子に出て行かれてしまう。自暴自棄になり車を飛ばしていたボイルは、留置所に入れられてしまう。友人のロックDJのドクに保釈金を払わせ、売春と酒で釣られたドクと共に取材のためエルサルバドルに向かう。
現地は右派の政府軍と左派の反政府ゲリラによって内乱が起こっており、多くの死者・行方不明者を出していた。国境でボイルらは早速、政府軍に拘束されるが、すぐに解放され、ボイルは戦場カメラマンのジョンら旧友、そして愛人マリアとの再会を、ドクは売春宿に入り浸り呑んだくれるなど現地を満喫するが、政府軍のマックス少佐率いる勢力は、政敵であるカトリック教会のロメロ大司教を暗殺。さらにはボランティアのシスターらを敵の家族を助けているとし、部下に命じて強姦・殺害させる。マリアの弟も、何者かに惨殺されてしまう。ボイルは真実を追う決意をする。

## キャスト
※括弧内は日本語吹き替え（フジテレビ版・初放送1989年2月18日『ゴールデン洋画劇場』）
- リチャード・ボイル（英語版）：ジェームズ・ウッズ（江原正士）
- ドクター・ロック：ジェームズ・ベルーシ（屋良有作）
- トム・ケリー：マイケル・マーフィー（家弓家正）
- ジョン・キャサディ：ジョン・サヴェージ（飯塚昭三）
- マリア：エルピディア・カリーロ（勝生真沙子）
- マックス少佐[2]：トニー・プラナ（井上真樹夫）
- ジャック・モーガン：コルビー・チェスター（徳丸完）
- キャシー・ムーア：シンディ・ギブ（榊原良子）
- ハイド大佐：ウィル・マクミラン（秋元羊介）
- ポーリーン・アクセルロッド：ヴァレリー・ワイルドマン（吉崎典子）
- ロメロ大司教：ホセ・カルロス・ルイス（鈴木泰明）
- フリオ・フィゲロア大佐：ホルヘ・ルーク（仲木隆司）
- 陸軍中尉：フアン・フェルナンデス（石丸博也）

## スタッフ
- 監督：オリバー・ストーン
- 製作総指揮：ジョン・デイリー、デレク・ギブソン
- 製作：オリバー・ストーン、ジェラルド・グリーン
- 脚本：オリバー・ストーン、リチャード・ボイル（英語版）
- 音楽：ジョルジュ・ドルリュー
- 撮影：ロバート・リチャードソン

### 日本語版
- 字幕翻訳：岡枝慎二（劇場）、川本燁子（DVD）

吹き替え
- 演出：左近允洋
- 翻訳：入江敦子
- 効果：PAG
- プロデューサー：山形淳二
- 制作：グロービジョン